# Margaret Phillips
Margaret Phillips (nacida en ??) es una organista británica. 

## Biografía
Estudió órgano con Ralph Downes en el Royal College of Music, obteniendo el premio Limpus y becas de investigación en el Royal College of Organists. Posteriormente estudió en París con Marie-Claire Alain. 
Como concertista ha tocado por toda Europa y en Estados Unidos, Australia y México. También ha trabajado como acompañante y como bajo continuo de agrupaciones como la BBC Singers y The Sixteen. 
Ha participado como miembro jurado en competiciones internacionales y ha impartido clases en cursos de verano internacionales como el que se celebra en Harlem. Margaret Phillips es miembro del Consejo de la RCO y a menudo preside su junta de exámenes. Es reclamada como profesora particular y se unió a la plantilla de profesores del RCM en septiembre de 1996.